# Patrick Conteh
Patrick Conteh (? - ?) là chính khách và sĩ quan quân đội Sierra Leone. Từ 18 đến 26 tháng 4 năm 1968, ông là người đứng đầu Sierra Leone trong tư cách Chủ tịch Phong trào Cách mạng Chống tham nhũng.
Trong phong trào này, ông liên kết với John Amadu Bangura thực hiện đảo chính lật đổ Andrew Terence Juxon-Smith với lời hứa khôi phục chế độ dân sự. Ngày 18 tháng 4 năm 1968, Conteh trên danh nghĩa đứng đầu đất nước, rồi chuyển lại cho Bangura. Ngày 22 tháng 4, chức vụ Toàn quyền được chuyển giao cho Banja Tejan-Sie. Ngày 26 tháng 4, Conteh trao quyền cho Thủ tướng Siaka Stevens. Không có thông tin gì về Conteh sau đó.